# 斯普林格羅夫鎮區 (阿肯色州格林縣)
斯普林格羅夫鎮區（英語：Spring Grove Township）是位於美國阿肯色州格林縣的一個行政鎮區。

## 地方資料
斯普林格羅夫鎮區的面積為52.71平方千米，當中陸地面積為52.59平方千米，而水域面積為0.11平方千米。根據2010年美國人口普查的數據，當地共有人口7180人，而人口密度為每平方千米136人。